# دوبیتسکو
دوبیتسکو (به چکی: Dubicko) یک منطقهٔ مسکونی در جمهوری چک است که در ناحیه شومپرک واقع شده‌است. دوبیتسکو ۷٫۸۲ کیلومتر مربع مساحت و ۱٬۰۸۲ نفر جمعیت دارد و ۲۶۷ متر بالاتر از سطح دریا واقع شده‌است.